# Don Mattingly
Donald Arthur Mattingly (“Donnie Baseball” y “The Hit Man”) (20 de abril de 1961) es un exjugador de baseball, de posición primera base, quien jugó toda su carrera (1982-1995) con los New York Yankees. Se desempeñó también como entrenador de bateo entre 2004 y 2006, y en 2007 como ayudante de banca de Joe Torre. Actualmente es el entrenador en jefe de los Miami Marlins.
Mattingly es uno de los jugadores más populares de la historia de los Yankees. A pesar de que nunca formó parte de un equipo campeón de Serie Mundial (última Serie Mundial ganada antes de Don 1978, siguiente ganada 1996) y ni siquiera jugar un solo partido de Serie Mundial (1981 fue el último año en que clasificaron los Yankees hasta 1996), su popularidad es comparable con figuras como Babe Ruth, Lou Gehrig, Mickey Mantle, Yogi Berra y Joe DiMaggio. En los juegos anuales de Old Timers siempre ha recibido las más sonoras ovaciones.

## Carrera
En 1979, Mattingly fue elegido por los Yankees en el amateur draft. En las ligas menores, bateó en 1979 .349; en 1980 .358; y en 1981 .316. Tenía un promedio de .315 en el equipo de Triple A Colombus cuando fue llamado a las Ligas Mayores a finales de 1982. Nunca estuvo más de una temporada en cada nivel de ligas menores.
En su temporada de novato de 1983 jugó esporádicamente como primera base y jardinero, luchando por ganarse su lugar en la alineación titular. Bateó .283 en 279 turnos, aunque con poca potencia.
El favorito del equipo para ser el primera base era el slugger Steve Balboni pero su tendencia agresiva en el plato le hacían poncharse demasiado, y el Yankee Stadium no era adecuado para su swing. Rápidamente, Mattingly superó a Baldoni, quien fue finalmente transferido a los Kansas City Royals en 1984.

### 1984
Don se convirtió en el primera base titular y candidato al premio MVP. Bateó .343 y superó a su compañero de equipo Dave Winfield en la lucha por el título de bateo de la Liga Americana bateando 4-5 en el último partido de la temporada. También lideró la liga con 207 hits. Su poder aumentó, poniendo la mejor marca de la liga con 44 dobles, además de 23 home runs. Segundo en la liga en porcentaje de slugging con .537 y en turnos al bate por ponches (18.3). Cuarto en bases totales (324), quinto en carreras impulsadas (110), sexto en elevados de sacrificio (9) y décimo en porcentaje en base (.381). Bateó .400 con corredores en posición anotadora.

### 1985
Un espectacular 1985 le concedieron el título MVP de la Liga Americana. Bateó .324 (tercero en la Liga Americana) con 35 home runs (cuarto), 48 dobles (primero) y 145 carreras impulsadas (primero), récord para más impulsadas en una temporada en Ligas Mayores para un bateador zurdo desde las 159 de Ted Williams en 1949. Además, 21 de esas 145 fueron para ganar. Primero en elevados de sacrificio (15), bases totales (370), extra base hits (86); segundo en hits (211) y porcentaje de slugging (.370); tercero en bases intencionales (13) y turnos por ponche (13.9); sexto en carreras anotadas (107), y noveno en turnos por home run (18.6). Bateó .354 con dos outs y jugadores en posición anotadora. 
La defensa de Mattingly también brilló ese año. Ganando su primer (de nueve) Gold Glove Award. Su gran juego defensivo incluso le permitió jugar la segunda y tercera base.

### 1986
1986 fue otra buena temporada de Mattingly. Lideró la liga con 238 hits, 53 dobles, 388 bases totales y .573 en porcentaje de slugging. Bateó .352 (segundo en la liga), 31 home runs (sexto) e impulsó 113 carreras (tercero). Sin embargo, el premio MVP fue para el abridor Roger Clemens (24 victorias y 20 ponches en un partido de 9 entradas en MLB), quien también ganó el Cy Young Award por unanimidad ese año.

### 1987
En 1987, Mattingly empató el récord de Dale Long de anotar home run en ocho juegos consecutivos (récord que empataría luego Ken Griffey Jr. en 1993), y teniendo al menos un extra base hit durante diez juegos consecutivos. En esta temporada, Mattingly impuso un nuevo récord para toda las ligas mayores de seis grand slams, récord empatado en 2006 por Travis Hafner. Curiosamente, estos seis grand slams de Don son los únicos que anotó en su carrera.
Los seis grand slams fueron:
El 14/05, contra Texas Rangers, al lanzador Mike Mason, en el Yankee Stadium (victoria por 9-1).
El 29/06, contra Toronto Blue Jays, al lanzador John Cerutti, en el Exhibition Stadium (victoria por 15-14).
El 10/07, contra Chicago White Sox, al lanzador Joel McKeon, en el Yankee Stadium (victoria por 9-5).
El 16/07, contra Texas Rangers, al lanzador Charlie Hough, en el Arlington Stadium (victoria por 12-3).
El 25/09, contra Baltimore Orioles, al lanzador José Mesa, en el Memorial Stadium (victoria por 8-4).
El 29/09, contra Boston Red Sox, al lanzador Bruce Hurst, en el Yankee Stadium (victoria por 6-0).
A pesar de haber sufrido una lesión de espalda en junio de ese año, Mattingly terminó con un promedio de .327 de bateo, 30 home runs y 115 carreras impulsadas, su cuarto año consecutivo con al menos 110 carreras impulsadas. Entre 1985 y 1987, bateó 96 home runs y sólo se ponchó 114 veces.

### Siguientes años
Aunque pudo recuperarse de su lesión de espalda, los dolores recurrentes afectaron sus estadísticas y eventualmente, su carrera.
Su primer mal año, relativamente, fue 1988. Anotó sólo 18 home runs y 88 remolcadas, aunque su .311 de bateo seguía estando en el top 10 de la liga. Una mejoría se vio en 1989, con 113 impulsadas, aunque su promedio cayó a .303. Los cinco home runs de Don anotados el 30 de abril de 1988 fue la duodécima vez en la historia de los Yankees.
Su lesión volvió a sentirse en 1990, y sin poder jugar muchos partidos, sus estadísticas fueron de .256 de bateo, 5 home runs y 42 remolcadas en casi 400 turnos al bate. Aunque Mattingly comenzó una extensa terapia, su habilidad de bateo nunca volvió a ser la misma. Sus últimas cinco temporadas dejaron un balance de .290 de bateo y sólo 53 home runs. Su juego defensivo, sin embargo, era todavía estelar, aunque no estaba siempre en condiciones saludables para jugar.
Desde su debut en 1982, durante 13 años los Yankees nunca llegaron a la postemporada. En 1995, Mattingly finalmente pudo jugarla cuando el equipo ganó el comodín de la Liga Americana. La única serie de playoff que jugó terminó con una producción de Don de .417 de bateo y 6 impulsadas y un memorable home run en el Juego 2 para poner adelante a su equipo en el Yankee Stadium, que sería su último partido en casa. En el juego final de la serie, y de su carrera, Mattingly rompió el empate parcial con un doble de dos impulsadas, sin embargo, el bullpen de los Yankees perdería el partido en 11 entradas.

### Retiro
Mattingly terminó su carrera con 2,153 hits, 222 home runs, 1,099 carreras remolcadas y un promedio de bateo de por vida de .307.
El número 23 de Mattingly fue retirado y se le dedicó una placa en el Monument Park en el Yankee Stadium el 31 de agosto de 1997. La placa dice “Un hombre humilde y digno, un capitán que lideró con ejemplo, orgulloso de la tradición Yankee y dedicado a la búsqueda de la excelencia, un Yankee para siempre”.

## Vuelta a los Yankees
Luego de retirarse como jugador, Mattingly estuvo siete temporadas como instructor durante los entrenamientos de primavera de los Yankees en Tampa, Florida, desde 1997 a 2003. En 2003, fue nombrado instructor de bateo, cargo que ocupó durante tres temporadas. Durante este periodo se logró la mejor marca de home runs para una temporada del equipo, 242, en 2004. El 26 de octubre de 2006, Mattingly reemplazó a Lee Mazzilli como bench coach de Joe Torre.
En octubre de 2007, luego de que Torre no aceptara la extensión de contrato de un año, Mattingly, Joe Girardi y Tony Peña fueron los elegidos para el cargo de entrenador. Finalmente el electo fue Joe Girardi.

## Los Angeles Dodgers
Luego de no haber aceptado el cargo de entrenador de los Yankees, Mattingly siguió a Joe Torre para ocupar el puesto de instructor de bateo en el equipo de Los Angeles Dodgers en la temporada 2008. Aunque estuvo ausente durante la primera mitad del año por motivos familiares, volvió al equipo en julio de ese año y los Dodgers avanzaron hasta la National League Championship Series.
Fue nombrado el 27 entrenador de los Dodgers el 17 de septiembre de 2010, a partir del retiro de Joe Torre.
El 19 de septiembre de 2013 obtuvo el título del oeste de la Liga Nacional con los Dodgers. Tras aparecer en el último lugar de la División Oeste de la Liga Nacional el 1 de julio, lograron el campeonato con 9 juegos y medio de ventaja sobre los Diamantes de Arizona. Estos últimos aparecían primeros en la división con una ventaja de 12 juegos y medio sobre los Dodgers al 18 de junio.
En ese momento, con los Dodgers en gira en el Yankke Stadium, pelgraba el puesto de Donny. Pero, tras empatar la serie con el equipo que lo vio jugar y la serie de 4 juegos con los PAdres de San Diego, los Dodgers iniciaron una racha impresionante que los llevaron a ser el primer equipo en clasificar a la postemporada 2013. Del 21 de junio los Dodgers tenían un récord negativo de 31-42, 9 1/2 detrás de los Diamantes. El 22 de junio logran un triunfo por 6-1 iniciando la racha hasta el 23 de agosto de 46 - 10 (.821 porcentaje de triunfos), extendiendo su liderazgo a 10 juegos y medio mientras el resto de los equipos de la división colapsaban. 
Año de records positivos y negativos, este año los Dodgers sumaron la más extensa seguidilla de derrotas desde 2006 con 7 juegos y 1/2.